# Бенџамин Бритн
Едвард Бенџамин Бритн (енгл. Benjamin Britten; Лоустофт, 22. новембар 1913 — Алдебург, 4. децембар 1976) био је енглески композитор, диригент и пијаниста. Био је централна фигура британске класичне музике 20. века, са низом радова, укључујући оперу, вокалну музику, оркестарске и камерне комаде. Његова најпознатија дела су опера Питер Грајмс (1945), Ратни реквијем (1962) и Водич кроз оркестар за младе (1945).

## Биографија
Рођен у Лоустофту, син зубара, Бритн је веома рано испољио изузетне музичке способности. Студирао је на Краљевском музичком колеџу у Лондону, као и у Грешем школи са композитором Френком Бриџом. Музичкој јавности постао је познат после извођења својих дела на различитим фестивалима савремене музике у Фиренци, Барселони и Салцбургу. Међународну славу стекао је премијером опере Питер Грајмс (Peter Grimes ) 1945. године.
Током наредних 28 година написао је још 14 опера, успостављајући себе као једног од водећих композитора 20. века у овом жанру. Осим великих опера за Енглеску националну оперу и Ковент Гарден, писао је "камерне опере" погодне за перформансе на местима скромне величине. Међу најпознатијим од њих је Обртај завртња (The Turn of the Screw) из 1954. године.
Садржај коме се стално враћао у својим операма укључује борбу аутсајдера против непријатељског друштва и корупцију невиности. Други Бритнови радови крећу се од оркестарских дела, преко хорских композиција, до соло песама, камерне, инструменталне, као и филмске музике. Бавио се писањем музике за децу и аматерске извођаче, укључујући опере за децу Хајде да направимо оперу (Let's Make an Opera, 1949), Мали димничар (Billy Budd, 1951), Ноис Флуде (Noye's Fludde, 1958), Миса Бревис (Missa Brevis, 1959) за хор и електрични клавир и збирку песама Петком поподне (Friday Afternoons, 1933—1935).
Често је имао у виду одређене извођаче. Његова најчешћа и важна инспирација био је његов лични и професионални партнер, тенор Питер Пирс;
Бритн је био славни пијаниста и диригент, који је радо изводио своје дела концертно, али је правио и трајне снимке. Такође је изводио и снимао дела других композитора, као што су Бахови Бранденбуршки концерти, Моцартове симфоније и циклусе песама Шуберта и Шумана. Заједно са Пирсом и либретистом и продуцентом Ериком Крозиером, Бритн је основао годишњи фестивал у Алдебургу 1948. године, где је девет година касније (1967) основана и концертна дворана Снејп Молтингс (Snape Maltings). Први је композитор у Енглеској који је за свој рад добио награду за животно дело и титулу племића.

## Дела
- Водич кроз оркестар за младе (1946)
- Сан летње ноћи
- Мали димничар
- Насиље над Лукрецијом
- Ратни реквијем
- Обртај завртња